# Svenska kommunalarbetareförbundet

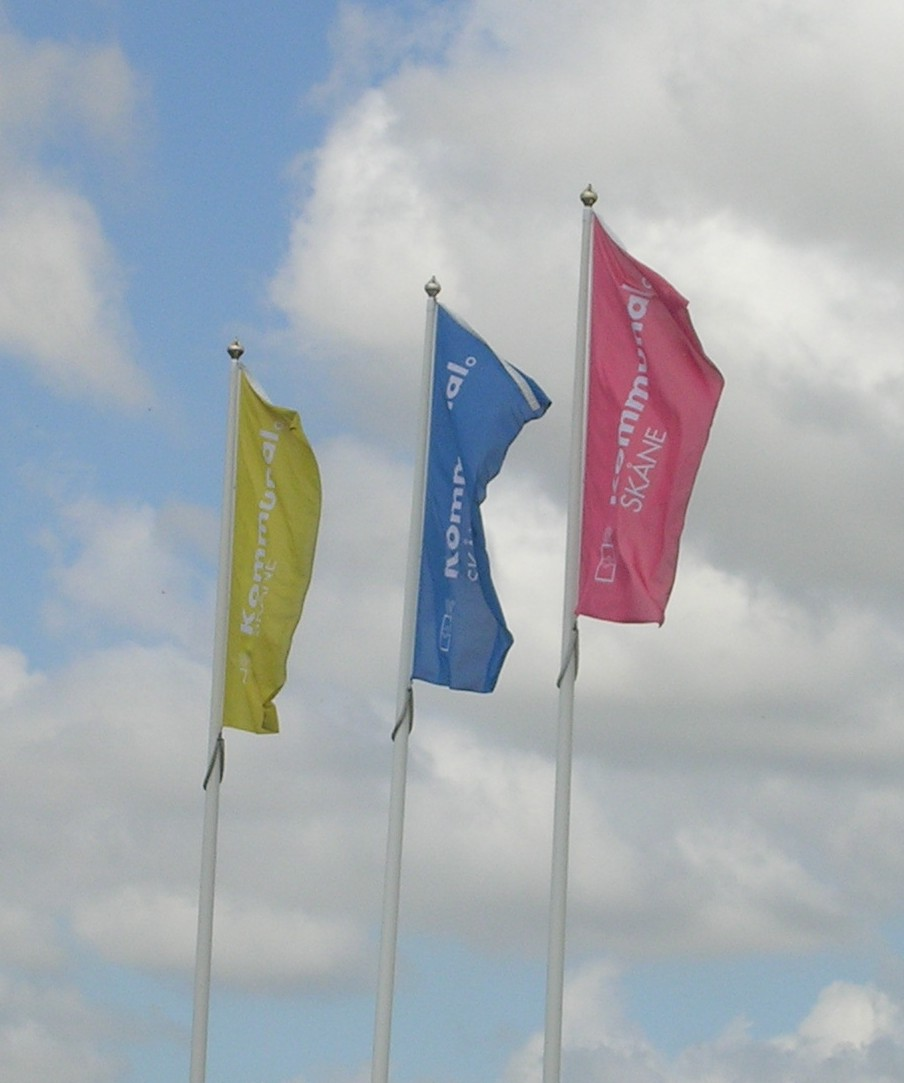
Flaggor utanför Kommunal i Lund.

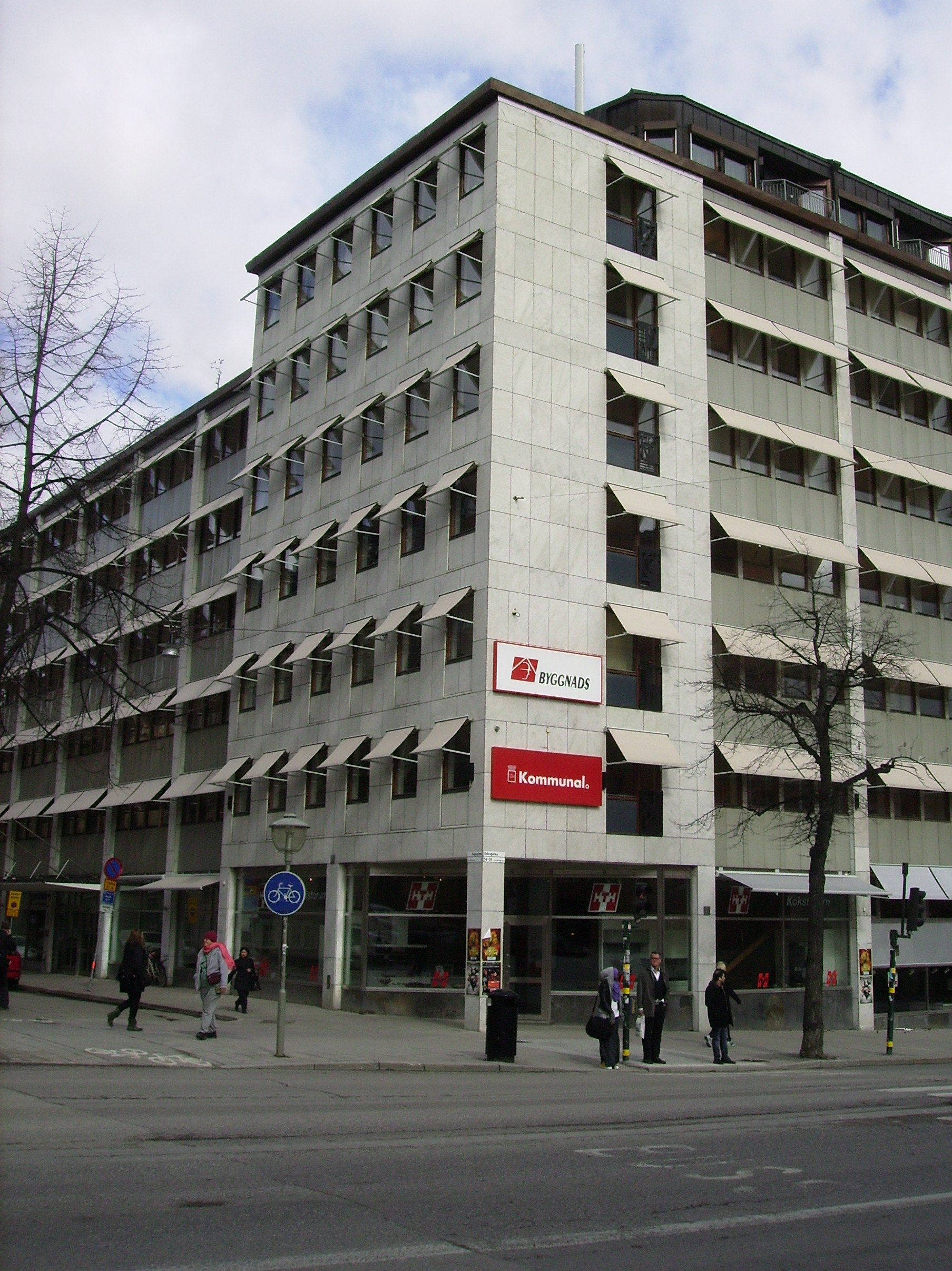
Svenska kommunalarbetareförbundets kontor på Hagagatan 2 i Stockholm.

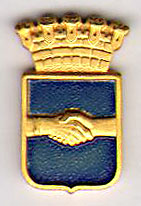
Rockmärke med gamla loggan handslaget för Svenska kommunalarbetare-förbundet (SKAF).

Svenska Kommunalarbetareförbundet, även kallat Kommunal och (äldre) SKAF, är ett svenskt fackförbund, det största medlemsförbundet inom LO i Sverige, grundat den 23 januari 1910. Kommunal organiserar över 500 000 medlemmar som arbetar inom kommun, landsting, privata företag, församlingar, kooperativ och lantbruk. 78 procent av medlemmarna är kvinnor. Sedan 2021 är Malin Ragnegård förbundsordförande.

## Historisk bakgrund
Redan 1884 bildades den första fackföreningen för kommunalanställda: Hamn- och stadsarbetarefackföreningen i Malmö. Efterhand bildades flera fackföreningar inom de ursprungliga kommunala yrkesgrupperna: gasverks-, vattenverks- och elverksarbetare samt kommunal trafikpersonal, såsom Svenska spårvägsförbundet och ett gasverksarbetareförbund.
Omkring 1903 började fackföreningar på det kommunala området att, i brist på eget förbund, ansluta sig till Svenska grov- och fabriksarbetareförbundet och där bildades så småningom en kommunal samorganisation i Stockholm. Den första stora strejken bland kommunalarbetare bröt ut i Stockholm 1905 då 650 renhållningsarbetare och 2000 övriga kommunalarbetare inom Grov och fabriks krävde kollektivavtal.

### Tidslinje
- 1910 kallade den kommunala samorganisationen inom Grov och fabriks till en konstituerande kongress i Stockholm, där Svenska kommunalarbetareförbundet bildades. Det skedde trots LO:s avstyrkande. Landssekretariatet ville då inte ge kommunalarbetarna någon särställning, men förbundet beviljades ändå omedelbart medlemskap i LO. Förtroendeman blev Ludvig Nordgren. Från början hade förbundet endast 593 medlemmar, medan kåren totalt beräknas ha omfattat ca 15 000 personer, varav hälften var organiserade i ett tiotal olika förbund, främst Grov och fabriks. De kommunala avdelningarna inom Grov och fabriks, liksom avdelningar från det 1909 upphörda Svenska spårvägsförbundet anslöt sig.
- 1919 anslöt sig Svenska brandmannaförbundet till Kommunal.
- 1923 hade förbundet 15 141 medlemmar.[5]
- 1945 återgick de 8 000 medlemmarna i det konkurrerande Svenska sjukhuspersonalsförbundet, som brutits sig ur förbundet på 1920-talet.
- 1949 tillkom även Sveriges skogvaktares riksförening.
- 1950 hade förbundet 546 avdelningar med 85 949 medlemmar och var därmed LO:s tredje största förbund.
- 1957 uppgick 1 700 medlemmar från Kyrko- och kyrkogårdsvaktmästarnas förbund i Kommunal.
- 1961 hade förbundet 125 000 medlemmar.
- 1964 startades en erkänd arbetslöshetskassa.
- 1966–1967 kommunaliserades gymnasierna och de psykiatriska sjukhusen och förbundet tillfördes därvid flera nya yrkesgrupper och 12000 medlemmar från Statens sjukhuspersonals förbund uppgick i Kommunal.
- 1971 hade förbundet 250 000 medlemmar.
- 1980 hade förbundet 514 515 medlemmar, varav 107 486 män och 407 029 kvinnor. [5]
- 1981 kommunaliserades sotningsväsendet och det innebar att Svenska skorstensfejareförbundet uppgick i Kommunal.
- 1995 utbröt en strejk, som framförallt berörde sportanläggningar som var beroende av kommunalarbetare för att kunna användas.
- 2001 uppgick Svenska lantarbetareförbundet i Kommunal.
- 2003 utbröt ytterligare en strejk med Kommunförbundet som motpart. Konflikten omfattade främst barnomsorgen och skolorna samt renhållningen.
- 2008 utbröt en bussförarkonflikt med Bussarbetsgivarna, där man misslyckades med att nå ett kollektivavtal för bussförare.
- I januari 2016 avslöjades att förbundets bolag Lyran konferens, som driver restaurang- och konferensverksamhet, bland annat gått med omkring 320 miljoner kronor i förlust sedan 2002.[6] Avslöjandena leder till att förbundskassören Anders Bergström avgår, Lyrans vd får sparken och att förbundsordföranden Annelie Nordström meddelar att hon inte avser söka förnyat förtroende vid den kommande kongressen i maj samma år.[7] Vid kongressen nekades Nordström ansvarsfrihet.[8] Bergström beviljades inte ansvarsfrihet på handelsbolaget Lyrans bolagsstämma tidigare under våren.[9]
- 2019 meddelade Kommunal att organisationens partibidrag till Socialdemokraterna kommer att upphöra.[10][3]
- Den 4 december 2020 tecknade PTK, Kommunal, IF Metall och Svenskt Näringsliv (SN) ett nytt huvudavtal om förändrat anställningsskydd (turordningsregler mm) samt utökade möjligheter till kompetensutveckling och omställning.[11]

## Organisation och ekonomi
Kommunal har verksamhet i hela landet. Sätet ligger i Stockholm på Hagagatan 2. Förbundet har 13 avdelningar där varje avdelning är en juridisk person. Avdelningarna delar upp sin verksamhet i sektioner som organiseras efter bransch och geografi. Det finns 226 sektioner i Sverige. Sektionerna kan sedan välja att organisera arbetsplatserna i klubbar eller arbetsplatsorganisationer. 
Kommunal är medlem i LO. Varje medlem betalar en medlemsavgift till Kommunal. Medlemsavgiftens storlek baseras på medlemmarnas inkomst i fyra nivåer. Fram till 2019 gavs ett partibidrag till Socialdemokraterna.

## Yrkesgrupper
Kommunal organiserar 200 olika yrken i välfärden och gröna näringar. Traditionellt organiserar Kommunal yrkesgrupper inom regioner och kommuner. En ökande andel är privat anställda som ett resultat av att kommunal verksamhet läggs ut på entreprenad. Efter att Lantarbetareförbundet gick upp i Kommunal finns det idag även yrkesgrupper kopplade till jordbruk. Även vissa anställda inom Svenska Kyrkan är organiserade i Kommunal. 

### Funktionshinder
Inom denna bransch arbetar medlemmar i Kommunal med att hjälpa människor med funktionsnedsättning. Arbetsplatsen kan vara brukarnas hem, gruppbostäder, dagverksamheter, härbärgen eller behandlingshem. Några av titlarna är personlig assistent, vårdare, boendestödjare, stödassistent, stödpedagog, skötare, habiliteringspersonal och ledsagare.

### Förskola och skola
Inom branschen förskola och skola har Kommunal medlemmar med yrken som barnskötare, dagbarnvårdare, fritidsledare och elevassistent. Den största gruppen är barnskötare. Många anställda arbetar inom den kommunala sektorn, men den privata sektorn växer: allt fler arbetar i föräldra- eller personalkooperativ, ideell eller religiös verksamhet.

### Grön sektor
Den gröna sektorn omfattar jordbruk, travbanor, golfbanor och djursjukvård. Kommunals medlemmar kan vara anställda inom kommuner, landsting och privata företag. Några yrkestitlar inom området är avbytare, djursjukvårdare, fjäderfäskötare, golfbanearbetare, hästskötare, maskinskötare, parkarbetare, traktorförare, trädgårdsanläggningsarbetare och trädgårdsarbetare.

### Hushållsnära tjänster
Hushållsnära tjänster omfattar många olika yrkes- och arbetsuppgifter som sker i andras hem. I branschen organiserar Kommunal medlemmar som arbetar med städning, barnpassning, matlagning, fönsterputsning och trädgårdsarbete.

### Hälso- och sjukvård
En av Kommunals största branscher är hälso- och sjukvård. Här finns yrken som undersköterska, skötare, ambulanssjukvårdare, fotvårdsspecialist, obduktionstekniker, steriltekniker och arbetsterapibiträde. Regioner och landsting är de stora arbetsgivarna, men även bolagisering och privat vård finns. Några av de större entreprenörerna är Capio och Vardaga.

### Kök och restaurang
Inom kök och restaurang har Kommunal medlemmar som arbetar som kockar/kokerskor, kallskänkor, måltidspersonal och ekonomibiträden. Arbetsplatserna är främst storkök. Verksamheten bedrivs inom sjukvård, äldreomsorg och skolor.

### Räddningstjänst
Inom räddningstjänsten arbetar medlemmar som heltidsanställda brandmän eller som räddningstjänstpersonal i beredskap ("RIB"), det som tidigare kallades deltidsbrandmän.

### Teknik, fastighet och underhåll
Inom branschen teknik, fastighet och underhåll arbetar Kommunals medlemmar med inre och yttre skötsel av fastigheter och olika anläggningar. Några av yrkena är fastighetsskötare, lokalvårdare samt personal inom sim- och sporthallar.

### Teknik, park och anläggning
Inom branschen teknik, park och anläggning arbetar man med bland annat anläggningsverksamhet, drift för gator, vatten och avlopp, avfallshantering och renhållning. Några yrken i branschen är renhållningsarbetare, miljötekniker, återvinningsarbetare, elektriker, VA-tekniker, snickare och rörmokare. Medlemmarna är vanligen anställda i kommunala bolag eller hos företag som upphandlats av kommunen.

### Trafik
Den största gruppen inom branschen är bussförare. Andra yrkesgrupper är spårvagnsförare, verkstadsarbetare, reparatörer, servicehallspersonal, städare, tvättpersonal, garagearbetare och trafikvärdar.

### Trossamfund
I branschen organiserar Kommunal medlemmar som arbetar som kyrkogårdsarbetare, kyrkogårdsvaktmästare, krematoriearbetare, trädgårdsarbetare, hantverkare, förare, verkstadsarbetare, stenarbetare, lokalvårdare, dagvakt, kyrkvaktmästare, husmor, barntimmeledare och barnskötare.

### Äldreomsorg
Äldreomsorgen är Kommunals största bransch, där omkring en tredjedel av medlemmarna jobbar. De största grupperna är undersköterskor och vårdbiträden.

## Ordförande genom tiderna
| År        | Namn               |
| --------- | ------------------ |
| 1910–1933 | Ludvig Nordgren    |
| 1933–1936 | Curt Larsson       |
| 1936–1937 | Thure Andersson    |
| 1937–1948 | Petrus Söderberg   |
| 1948–1973 | Gunnar Hallström   |
| 1973–1978 | Bengt Blomdahl     |
| 1978–1988 | Sigvard Marjasin   |
| 1988–1995 | Lillemor Arvidsson |
| 1995–1996 | Sten Törnblom      |
| 1996–2010 | Ylva Thörn         |
| 2010–2016 | Annelie Nordström  |
| 2016–2021 | Tobias Baudin      |
| 2021–     | Malin Ragnegård    |